# Kustodie (Bad Wimpfen)

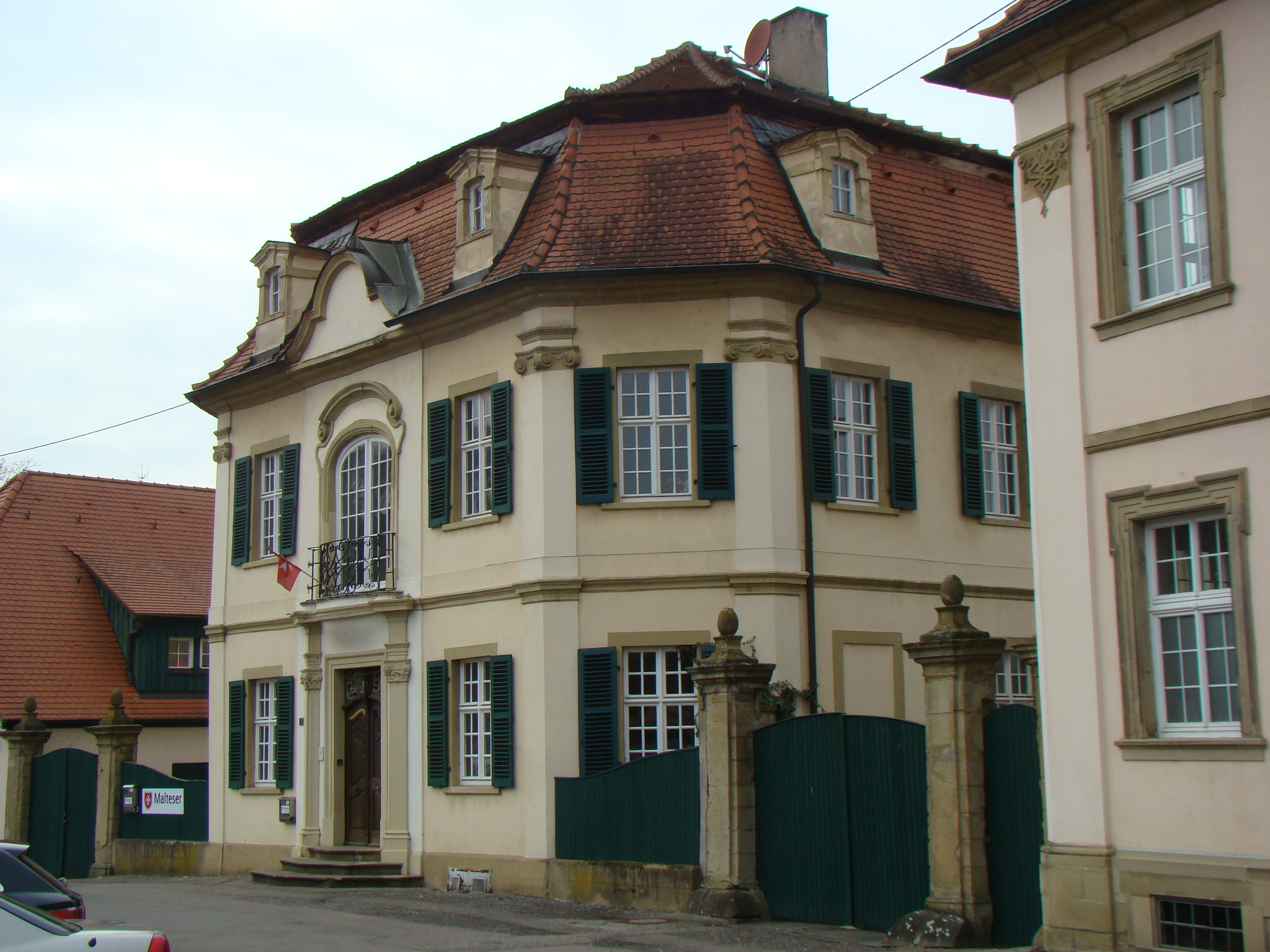
Kustodie in Bad Wimpfen

Die Kustodie in Bad Wimpfen im Landkreis Heilbronn in Baden-Württemberg zählt zum einstigen Besitz des Stifts Wimpfen. Das am Marktplatz der Talstadt gelegene Gebäude (Lindenplatz 4) war einst Sitz des Kustos. Es steht heute als Kulturdenkmal unter Denkmalschutz.

## Geschichte
Das Gebäude wurde 1763 gleichzeitig mit der benachbarten Dechanei erbaut. Dechant zu jener Zeit war ein Freiherr Mohr von Waldt. Kustos war Christoph Nebel (1690–1769), der gleichzeitig auch Dekan an St. Stephan in Mainz war und der 1760 auch die Renovierung der Stiftskirche St. Peter durchführte. Nebel ist in Mainz bestattet, ein Epitaph für ihn wurde jedoch auch in der Stiftskirche St. Peter errichtet.
Die Kustodie kam 1803 mit dem gesamten Stiftsbesitz an die Landgrafschaft Hessen-Darmstadt bzw. 1806 zum Großherzogtum Hessen und wurde bereits 1808 gemeinsam mit anderen Stiftsbauten zur Deckung der Unterhaltskosten der Stiftskirche verkauft. Der Wimpfener Handelsjude Aaron Hirsch erwarb das Gebäude für 1500 Gulden. Um 1819 erwarb die Saline Ludwigshall das Gebäude als Wohnhaus für höhere Bedienstete.

## Beschreibung
Die Kustodie ist ein achteckiger zweistöckiger Massivbau mit Mansarddach. Bedingt durch die architektonische Grundform mit Eckabschrägungen hat das Gebäude zum Marktplatz hin nur drei Achsen. Die Mittelachse bildet ein rechteckiges, von seitlichen Pilastern gerahmtes Portal, darüber ein großes Korbbogenfenster für das Treppenhaus und darüber ein Ziergiebel. Die Fassade des Gebäudes ist außerdem von Sandstein-Fenstergewänden, umlaufenden Gesimsen und Eckpilastern gegliedert.
Zur Kustodie gehörten ursprünglich keine Nebengebäude, sondern lediglich eine Hofreite und ein Küchengarten. Die heute zugehörige, westlich davon befindliche verputzte Fachwerkscheune mit Halbwalmdach stammt aus dem 19. Jahrhundert.